# Varga Judit (zeneszerző)
Varga Judit (Győr, 1979. január 12. –) Erkel Ferenc- és Bartók Béla–Pásztory Ditta-díjas magyar zeneszerző, zongoraművész, egyetemi oktató.
A klasszikus kortárs zenék mellett film- és színházi zenék szerzője, aki szólózongoristaként és kamarazenészként is megfordult számos országban és rangos fesztiválokon. Keresi az új impulzusokat mind zenéjében, mint az oktatásban. Tanulmányainak, munkásságának két fő helyszíne: Bécs és Budapest.

## Életútja
Zenei tanulmányait a győri Liszt Ferenc Zeneiskolában kezdte (hangszerei a zongora és a fuvola voltak). Középiskolába fölkerült Budapestre, a Bartók Béla Zeneművészeti Szakközépiskola és Gimnáziumba. Már 16 évesen ösztöndíjat kapott külföldi nyári kurzusokra. Ezután a Liszt Ferenc Zeneművészeti Egyetem hallgatója volt, ahol zeneszerzést és zongorát tanult, majd 2005-ben, kitüntetéssel végezett. Eközben felvételt nyert a Bécsi Zene- és Előadóművészeti Egyetem zeneszerzés, média- és alkalmazott zeneszerzés, valamint zongora szakára is. 2013 óta a bécsi egyetem PhD programjának doktorandusz hallgatója. Ez év szeptemberétől egyetemi tanársegédként a Liszt Ferenc Zeneművészeti Egyetem zeneszerzés tanszakán főtárgyat oktat, a Bécsi Zene- és Előadóművészeti Egyetem zeneszerzés tanszakán pedig szolfézst és analízist a karmester és zeneszerzés szakos hallgatóknak. 2019-től utóbbi multimédia és alkalmazott zeneszerzés professzora.
Dolgozott a 2000-es évek elején korrepetitorként az Austrian Master Classes oktatási intézet énekes és vonós, valamint fuvola osztályaiban Zell an der Pram településen és a mesterképzésen Bécsben. Tanított a győri Richter János Zeneművészeti Szakközépiskolában zeneszerzést, partitúraolvasást, zeneelméletet és hangszerelést, illetve 2008-ban vezette a bécsi Maria Regina Volksschule zongora osztályát, de volt némafilm-zongorista is.
Műveit világszerte olyan rangos fesztiválokon és koncerttermekben játsszák, mint a Wien Modern, Magyar Állami Operaház, Cité de la musique Paris, Juilliard School New York, CAFe Budapest Kortárs Művészeti Fesztivál, Mini Fesztivál, Konzerthaus és Musikverein Wien, Muffathalle München, Varsói Ősz. A külföldi és hazai zenekarok és együttesek közül pedig olyanok tűzik műsorukra, mint az Ensemble Modern, a BBC Szimfonikus Zenekar, a Bécsi Rádió Szimfonikus Zenekara, a Magyar Állami Operaház Zenekara, az UMZE Kamaraegyüttes, a Concerto Budapest, az Ensemble Kontrapunkte, a Riot Ensemble London, az ensemble XX. jahrhundert (eXXj) vagy a Magyar Rádió Énekkara. Kompozíciói kivétel nélkül felkérésére születnek. Zongoraművészként – szólistaként és kamarazenészként – is játszhatott a világ számos színpadán. 2016-ban, az '56-os emlékév keretében mutatták be az Operaházban Szerelem című operáját, amely Déry Tibor, Makk Károly és Bacsó Péter klasszikusának adaptációja. 2019-ben a Pendulum, zongoraszólóra írt darabjáért megkapta a TONALi19 zeneszerzői díjat, ami többek között azt is jelenti, hogy a művet a TONALi Fesztivál zárókoncertjén, az Elbai Filharmóniában adják elő.
A 2019. december 16-án a németországi Neussban bemutatásra kerülő Torso Modi című összművészeti project egyik zeneszerzője, Balogh Máté, Solti Árpád és Tornyai Péter mellett. A műveket az Észak-Rajna-Vesztfáliai Kulturális Alap rendelte, 30 éves fennállásának alkalmából. Az ősbemutatón az Asasello Quartet játszott. Stephanie Thiersch tánckoreográfiáját a salzburgi Bodhi Project adta elő. A produkciót később Berlinben és Budapesten is megismételték.
A klasszikus kortárs zenei tevékenysége mellett kiemelten érdeklődik a filmek és színházi előadások megzenésítése, valamint multimédiás rendezvényekre írt kompozíciók iránt. 2013-ban felkérték a Prima Primissima díj megújuló arculatának zenei megtervezése, ami gálaműsorára írta meg az ott elhangzott Gradus ad Parnassum című darabját. Ezeken felül több mint 30 színházi előadás és film zeneszerzője. 2014 márciusában a Deine Schönheit ist nichts Wert című film zenéjét az Osztrák Filmakadémia a legjobb filmzenének járó díjával ismerte el, ősszel pedig a bécsi Konzerthaus bízta meg a Mr. West rendkívüli kalandjai a bolsevikok földjén című szovjet bolsevik-propaganda némafilm zenei aláfestésének megírásával – az ősbemutató 2016 márciusában, magyarországi bemutatója 2017 januárjában volt. A munkásságának körülbelül 30%-át teszik ki a filmes megbízások.
Tagja a Magyar és az Osztrák Zeneszerzők Egyesületének.

## Főbb művei

### Operák
| Műcím    | dátum |
| -------- | ----- |
| Szerelem | 2016  |
|          |       |

### Zenekari művek
| Műcím                                               | dátum     |
| --------------------------------------------------- | --------- |
| I. Zongoraverseny                                   | 1996–1997 |
| Quasi una cadenza                                   | 2004–2005 |
| Le Temps retrouvé                                   | 2008      |
| Concerto Rivolutionario                             | 2009      |
| Concerto Imaginario                                 | 2011      |
| ...alles Fleisch... – in memoriam Gyöngyössy Zoltán | 2013      |
| Urlicht                                             | 2015      |
| JUMP!                                               | 2017      |
|                                                     |           |

| Műcím            | dátum     |
| ---------------- | --------- |
| Mosar II         | 2019      |
| Black and White  | 2018      |
| Hallgató-Pergető | 2009–2010 |
|                  |           |

### Ensemble
| Műcím                                                                                            | dátum     |
| ------------------------------------------------------------------------------------------------ | --------- |
| Schlaflied für Johanna                                                                           | 2001      |
| Berceuse                                                                                         | 2001      |
| Kammerkonzert für Klarinette und Ensemble                                                        | 2003–2004 |
| In memoriam J.V.                                                                                 | 2004      |
| Pavane                                                                                           | 2005      |
| ...sweeter than roses...                                                                         | 2010      |
| Entitas                                                                                          | 2012      |
| Speak Low                                                                                        | 2013      |
| 13 dal Basszusklarinétra és ensemble-re eredeti cím: 13 Lieder – Für Bassklarinette und Ensemble | 2013      |
| Broken Beauty                                                                                    | 2018      |
|                                                                                                  |           |

### Kamaraművek
| Műcím                       | dátum     |
| --------------------------- | --------- |
| Auge                        | 2001      |
| Streichquartett II          | 2002      |
| ~opra01~                    | 2002      |
| Streichquartett IIB         | 2003      |
| Möbiusband                  | 2003      |
| Dialog                      | 2004      |
| Dialog (2. Version)         | 2004–2005 |
| Strictly Ballroom I         | 2005      |
| Strictly Ballroom III       | 2005      |
| Klavierquintett             | 2007      |
| Dietro la musica            | 2013      |
| Songs for a Waiting         | 2013–2014 |
| Mosar                       | 2017      |
| Puzzle (Black Hole Edition) | 2018      |
| Escapex2                    | 2019      |
|                             |           |

### Vokális művek
| Műcím             | dátum |
| ----------------- | ----- |
| Mégis             | 1998  |
| Levél             | 1999  |
| Harbach           | 2000  |
| Mad(á)rigál       | 2005  |
| The L.I.F.E.      | 2005  |
| Schlummert ein    | 2014  |
| Pocket Requiem    | 2017  |
| A Wreath          | 2018  |
| Pie Jesu          | 2018  |
| The Night         | 2018  |
| #perspektiven:los | 2019  |
|                   |       |

### Szólóművek
| Műcím                                            | dátum |
| ------------------------------------------------ | ----- |
| Words                                            | 2005  |
| 10 Portraits for Viola                           | 2010  |
| Barcarole pour Frédéric et George                | 2010  |
| Sonatine                                         | 2013  |
| 13 Lieder Basszusklarinétra és élő elektronikára | 2013  |
| Fanfaren                                         | 2017  |
| Centipede                                        | 2017  |
| Pendulum                                         | 2019  |
|                                                  |       |

### Filmzene
| Filmcím                                                            | nemzetiség, műfaj gyártó | bemutató             |
| ------------------------------------------------------------------ | --- | -------------------- |
| Heim                                                               | osztrák rövidfilm Bécsi Filmakadémia                                                                                                | 2010                 |
| Ló az erkélyen eredeti cím: Das Pferd auf dem Balkon               | osztrák filmdráma Minifilm | 2012                 |
| Deine Schönheit ist nichts Wert török cím: Güzelliğin On Par'etmez | osztrák-török filmdráma Dor Film, Bécsi Filmakadémia, MarangozFilm                                                                  | 2012                 |
| Lou Andreas-Salome                                                 | német-osztrák-olasz-svájci romantikus életrajzi filmdráma Avanti Media Fiction, Tempest Film, KGP Kranzelbinder Gabriele Production | 2015                 |
| Mr West                                                            | némafilm Vienna Konzerthaus | 2016 (eredeti: 1924) |
| The Legend of the Ugly King                                        | német-osztrák életrajzi dokumentumfilm Mitosfilm, Aichholzer Filmproduktion, MarangozFilm                                           | 2017                 |
| Gypsy Queen                                                        | német-osztrák életrajzi filmdráma Dor Film-West Produktionsgesellschaft, Dor Film Produktionsgesellschaft, ARTE                     | (completed)          |
|                                                                    | |                      |

### Táncszínházi zenék
| Előadás      | bemutató dátuma | színház                |
| ------------ | --------------- | ---------------------- |
| 7 Encounters | 2010            | Palais Kabelwerk, Bécs |
|              |                 |                        |

### Színházi zenék
| Előadás                                                   | bemutató dátuma | színház                    |
| --------------------------------------------------------- | --------------- | -------------------------- |
| Bertolt Brecht: Ember-ember                               | 1998            |                            |
| August Strindberg, Friedrich Dürrenmatt: Play Strindberg! | 2001            | Éjszakai Színház, Budapest |
| Egressy Zoltán: Vesztett éden                             | 2003            | Pinceszínház, Budapest     |
| Csehov: Sirály                                            | 2004            | Örkény Színház, Budapest   |
| Márai Sándor: Fizess nevetve                              | 2008            | Pinceszínház, Budapest     |
| Márai Sándor: Az igazi                                    | 2009            | Pinceszínház, Budapest     |
| Leonid Zorin: Varsói melódia                              | 2010            | Pinceszínház, Budapest     |
| Csáth Géza: A Pertics Janika                              | 2011            | Pinceszínház, Budapest     |
| Robert Thomas: Szegény Dániel                             | 2012            | Karinthy Színház, Budapest |
| Niels Peter Juel Larsen: Blixen bárónő szerelmei          | 2014            | Centrál Színház, Budapest  |
|                                                           |                 |                            |

## Diszkográfia
| Album              | Kiadó  | Év   | Egyéb                              |
| ------------------ | ------ | ---- | ---------------------------------- |
| Lou Andreas-Salome | Avanti | 2016 | Original Motion Picture Soundtrack |

| Műcím                                                                           | Album                                                                                                   | Kiadó                                        | Év   | Egyéb                                                                           |
| ------------------------------------------------------------------------------- | --- | -------------------------------------------- | ---- | ------------------------------------------------------------------------------- |
| Le Temps retrouvé                                                               | Új Magyar Zenei Fórum 2009 zeneszerzőverseny (New Hungarian Music Forum 2009 composers' competition)    | BMC HMIC                                     | 2010 | 2 CD                                                                            |
| Képzelt zongoraverseny                                                          | Új Magyar Zenei Fórum 2011 zeneszerzőverseny (New Hungarian Music Forum 2011 composers' competition)    | BMC HMIC                                     | 2011 | előadó: Concerto Budapest                                                       |
| Variationen Für Klavier 1, Variationen Für Klavier 2, Variationen Für Klavier 3 | The Next Generation                                                                                     | ORF, ORF Funkhaus                            | 2005 |                                                                                 |
| Entitas for twelve musicians (2012)                                             | Woher? Wohin? – Mythen, Nation, Identitäten                                                             | EM Medien                                    | 2017 | Clemens Heil, Ensemble Modern, 2 CD                                             |
| A Fly´s Life and Decline                                                        | Sunfire                                                                                                 | The Twiolins  MarieLuise & Christoph Dingler | 2014 |                                                                                 |
| Judit Varga Showreel                                                            | Austrian Film Composers’ Showreel Vol. 2                                                                | Österreichischer Komponistenbund             | 2018 | DVD                                                                             |
| Schlaflied für Johanna                                                          | Volksmusik – 6. Komponistenforum Mittersill                                                             | ein_klang Records                            | 2002 |                                                                                 |
| Strictly Ballroom III                                                           | born to be off-road                                                                                     | ein_klang Records                            | 2005 | CD1                                                                             |
| Opra 01, Quasi Prologue, Fließend Bewegt, Febbrile, Poco Feroce                 | ÖEGZM Vol. 4: Mixed Chamber Music 4 Gemischte Kammermusik 4 Thürauer, Dimitrova, Varga, Bolcsó, Szakács | Ton 4 Records                                | 2009 | CD, performed by OEGZM (Österreichische Gesellschaft für zeitgenössische Musik) |

## Díjai, elismerései
- I. díj – LFZE-zeneszerzőverseny, Budapest (1998, 1999)
- II. díj – LFZE-zeneszerzőverseny, Budapest (2003, 2004)
- SKE-különdíj – Soziale & Kulturelle Einrichtungen der austro mechana – SKE Fonds, Bécs (2003)
- Különdíj – Liszt Ferenc Nemzetközi Zongoraverseny, Pécs (2005)
- Dryard-díj – Vienna International Pianists Academy, Bécs (2006)[36]
- Theodor Körner-díj (2009)
- I. díj, zenekar kategória – UMZF-zeneszerzőverseny, Budapest (2009)
- Staatsstipendium – BMUKK (Bundesministerium für Unterricht, Kunst und Kultur), Bécs (2010, 2014)[37][38]
- II. díj, zenekar kategória – UMZF-zeneszerzőverseny, Budapest (2011)
- Különdíj – Ö1 Talentebörse-Kompositionspreis, Bécs (2012)
- A „Woher? Wohin? Mythen, Nation, Identitäten“ pályázat nyertese – Goethe-Institut, Ensemble Modern, Frankfurt (2012)
- Filmdíj-jelölés, legjobb filmzene – 49. Antalya Nemzetközi Filmfesztivál (2012)
- Filmdíj-jelölés, legjobb filmzene – Osztrák Filmakadémia (2013)
- Filmdíj, legjobb filmzene – Osztrák Filmakadémia (Deine Schönheit ist nichts Wert, 2014)[39]
- A Magyar Állami Operaház 1956-os forradalom 60. évfordulójának alkalmából kiírt pályázatának nyertese, Budapest (Szerelem, 2016)
- Bartók Béla–Pásztory Ditta-díj (2017)[40]
- Riot Ensemble nyertes (Broken Beauty, 2018)[41]
- Erkel Ferenc-díj (2018)[42]
- Istvánffy Benedek-díj (Pocket Requiem, 2018)[43]
- TONALi-díj – Tonali(wd) klasszikuszenei verseny és fesztivál (Pendulum, 2019)[44]